# Капиццоне
Капиццоне (итал. Capizzone) — коммуна в Италии, располагается в регионе Ломбардия, в провинции Бергамо.
Население составляет 1299 человек (2008 г.), плотность населения составляет 283 чел./км². Занимает площадь 5 км². Почтовый индекс — 24030. Телефонный код — 035.
Покровителем коммуны почитается святой Лаврентий, празднование 10 августа.

## Демография
Динамика населения:

## Администрация коммуны
- Телефон: 035 863045
- Официальный сайт: http://www.comune.capizzone.bg.it/